# Lijst van beursgenoteerde Duitse ondernemingen
Dit is een lijst van beursgenoteerde Duitse ondernemingen. Zie lijsten van ondernemingen voor lijsten van ondernemingen uit andere landen.

## 0-9
| 10tacle Studios AG               |
| 1Value.com AG                    |
| 3U Telecom AG                    |
| 4MBO International Electronic AG |
| 4SC AG                           |

## A
| A. MOKSEL AG                                          |
| A.A.A. Aktiengesellschaft Allgemeine Anlageverwaltung |
| a.i.s. AG                                             |
| A.S. Création Tapeten AG                              |
| Aachener Straßenbahn und Energieversorgungs AG        |
| aap Implantate AG                                     |
| Aareal Bank AG                                        |
| Abacho AG                                             |
| abakus VC AG i.A.                                     |
| AC-Service AG                                         |
| Achterbahn AG                                         |
| Action Press Holding AG                               |
| ACTIUM Beteiligungs AG                                |
| Activa Resources AG                                   |
| Actris AG                                             |
| AdCapital AG                                          |
| Adcon Telemetry AG                                    |
| adidas AG                                             |
| Adler Real Estate AG                                  |
| Adlink Internet Media AG                              |
| Adori AG                                              |
| ADVA Optical Networking AG                            |
| Advanced Medien AG                                    |
| Advanced Photonics Technologies (AdPhos) AG           |
| Advanced Vision Technology                            |
| advantec Wagniskapital AG & CoKGaA                    |
| AEE AG                                                |
| AFKEM AG für chemische Industrie                      |
| AG für Historische Wertpapiere                        |
| Agfa-Gevaert AG                                       |
| agiplan TechnoSoft AG                                 |
| AGIV Real Estate AG                                   |
| AGOR AG                                               |
| Agrob AG                                              |
| AHAG Wertpapierhandelbank AG                          |
| Ahlers AG                                             |
| AIG International Real Estate GmbH & Co. KGaA         |
| Air Berlin AG                                         |
| AIXTRON AG                                            |
| Aktien-Brauerei Kaufbeuren AG                         |
| Aktiengesellschaft Bad Neuenahr                       |
| Albis Leasing AG                                      |
| aleo solar AG                                         |
| Alexanderwerk AG                                      |
| Allbecon AG                                           |
| Allerthal-Werke AG                                    |
| Allgäuer Alpenwasser AG                               |
| Allgäuer Brauhaus AG                                  |
| Allgeier Holding AG                                   |
| Allgemeine Gold- und Silberscheideanstalt AG          |
| Allianz SE                                            |
| Allianz Lebensversicherungs - AG                      |
| Alno AG                                               |
| Alphaform AG                                          |
| Altana AG                                             |
| Altira AG                                             |
| Aluminiumwerk Unna AG                                 |
| Amadeus Fire AG                                       |
| AmaTech AG                                            |
| AMB Generali Holding AG                               |
| Amira Verwaltungs AG                                  |
| Analytik Jena AG                                      |
| Andreae-Noris Zahn AG                                 |
| Anterra Vermögensverwaltung AG                        |
| Aragon AG                                             |
| ARBO media AG                                         |
| AREAL Immobilien und Beteiligungs-AG                  |
| Arn.Georg AG                                          |
| Arndt AG                                              |
| ARQUANA international print & media AG                |
| ARQUES Industries AG                                  |
| artec technologies ag                                 |
| Artnet AG                                             |
| ArtStor AG                                            |
| ARXES Network Communication Consulting AG             |
| ATOSS Software AG                                     |
| Audi AG                                               |
| Augsburger Kammgarn-Spinnerei AG                      |
| Augusta Technologie AG                                |
| Autania AG für Industriebeteiligungen                 |
| AWD Holding AG                                        |
| AXA Konzern AG                                        |
| AXA Lebensversicherung AG                             |
| AXA Versicherung AG                                   |
| Axel Springer AG                                      |
| Axxon Wertpapierhandelsbank AG                        |
| AZEGO Aktiengesellschaft                              |

## B
| B&L Immobilien AG                                              |
| B.A.U.M. AG                                                    |
| b.i.s. börsen-informations-systeme AG                          |
| B.M.P. Pharma Trading AG                                       |
| Baader Wertpapierhandelsbank AG                                |
| Babcock-Borsig AG                                              |
| BABCOCK-BSH AG                                                 |
| Babylon Capital AG                                             |
| Balda AG                                                       |
| Bankgesellschaft Berlin AG                                     |
| Bankverein Werther AG                                          |
| BASF SE                                                        |
| Basler AG                                                      |
| Basler Securitas Versicherungs-Aktiengesellschaft              |
| Bastfaserkontor AG                                             |
| Bau-Verein zu Hamburg AG                                       |
| Bauer AG                                                       |
| Baumwollspinnerei Gronau AG                                    |
| Bavaria Industriekapital AG                                    |
| Bayer AG                                                       |
| Bayerische Hartstein-Industrie AG                              |
| Bayerische Hypo- u. Vereinsbank AG                             |
| Bayerische Immobilien AG                                       |
| Bayreuther Bierbrauerei AG                                     |
| BayWa AG                                                       |
| BB Biotech AG                                                  |
| BB Medtech AG                                                  |
| BBS Kraftfahrzeugtechnik AG                                    |
| Beate Uhse AG                                                  |
| Bechtle AG                                                     |
| Beiersdorf AG                                                  |
| Berchtesgadener Bergbahn AG                                    |
| Berentzen-Gruppe AG                                            |
| Berlin-Hannoversche Hypothekenbank AG                          |
| Berliner AG für Industriebeteiligungen c/o Chrimata Holding AG |
| Berliner Effektengesellschaft AG                               |
| Berliner Spezialflug AG                                        |
| Berlinische Lebensversicherung AG                              |
| Bertrandt AG                                                   |
| BERU AG                                                        |
| bet-at-home.com AG                                             |
| Beta Systems Software AG                                       |
| Beteiligungen im Baltikum AG                                   |
| Betonusa AG                                                    |
| BFI Bank AG                                                    |
| BGI zu Höne-Klußmann.Altpeter AG                               |
| BHE Beteiligungs-AG                                            |
| BHG Baumaterialien-Handelsgesellschaft AG                      |
| BHS tabletop AG                                                |
| BHW Holding AG                                                 |
| BID Börseninformationsdienst AG                                |
| BIEN-ZENKER AG                                                 |
| Bijou Brigitte modische Accessoires AG                         |
| Bilfinger Berger AG                                            |
| BilTrain AG                                                    |
| BinTec Communications AG                                       |
| Bio-Gate AG                                                    |
| Biodata Information Technology AG                              |
| Biogas Nord AG                                                 |
| Biolitec AG                                                    |
| Biotest AG                                                     |
| BioTissue Technologies AG                                      |
| Birkert Wertpapierhandelshaus AG                               |
| Bit by Bit Holding AG                                          |
| BKN International AG                                           |
| Blue C AG                                                      |
| bmp Aktiengesellschaft                                         |
| BMW, Bayerische Motoren Werke AG                               |
| BOB MOBILE AG                                                  |
| Bochum-Gelsenkirchener Straßenbahnen AG                        |
| Boll AG                                                        |
| Börse Inside AG                                                |
| Borussia Dortmund GmbH & Co. KGaA                              |
| BOV AG                                                         |
| Böwe Systec AG                                                 |
| Brain Force Software AG                                        |
| BRAIN International AG, Software & Consulting                  |
| Brauerei Moninger AG                                           |
| BLG Logistics Group AG & Co. KG                                |
| Bremer Straßenbahn AG                                          |
| Bremer Woll-Kämmerei AG                                        |
| Brilliant AG                                                   |
| Broadnet AG                                                    |
| Brokat AG                                                      |
| Brüder Mannesmann AG                                           |
| buch.de internetstores AG                                      |
| burgbad AG                                                     |
| Bürgerliches Brauhaus Ingolstadt AG                            |
| Bürgerliches Brauhaus Ravensburg-Lindau Aktiengesellschaft.    |
| Business Media China AG                                        |

## C
| C. Bechstein Pianoforte-Fabrik AG    |
| C.J. Vogel AG für Beteiligungen      |
| caatoosee AG                         |
| CAMELOT tele.communication.online AG |
| Camera Work AG                       |
| CANCOM IT Systeme AG                 |
| Capital Stage AG                     |
| Cargolifter AG                       |
| Carl Zeiss Meditec AG                |
| Carthago Capital Beteiligungen AG    |
| Cash Medien AG                       |
| cash.life AG                         |
| CBB Holding AG                       |
| CCR Logistics Systems AG             |
| CDV Software Entertainment AG        |
| ce GLOBAL SOURCING AG                |
| CEAG AG                              |
| Celanese AG                          |
| Celesio AG                           |
| Cenit Aktiengesellschaft Systemhaus  |
| Centrosolar AG                       |
| Centrotec Sustainable AG             |
| Ceotronics AG                        |
| CeWe Color Holding AG                |
| CEYONIQ AG                           |
| CinemaxX AG                          |
| CineMedia Film AG                    |
| Citycom AG                           |
| Cloppenburg Automobil AG             |
| co.don AG                            |
| Cobracrest AG & Co KGaA              |
| Colonia Real Estate AG               |
| ComBOTS AG                           |
| Comdirect bank AG                    |
| Commerzbank AG                       |
| CompuGROUP Holding AG                |
| Computec Media AG                    |
| ComputerLinks AG                     |
| Comroad AG                           |
| Comtrade AG                          |
| Concord Effekten Aktiengesellschaft  |
| condomi AG                           |
| Conergy AG                           |
| Constantin Film AG                   |
| Continental AG                       |
| conVISUAL AG                         |
| COR AG Insurance Technologies        |
| CPU Softwarehouse AG                 |
| Cranz net. AG                        |
| Creaton AG                           |
| Cross IT.Media AG                    |
| CTS Eventim AG                       |
| CURANUM AG                           |
| curasan AG                           |
| Curtis 1000 Europe AG                |
| Custodia Holding AG                  |
| Cybernet Internet Services AG        |
| CyBio AG                             |
| Cycos AG                             |

## D
| D+S Europe AG                                                   |
| D.Logistics AG                                                  |
| DAB bank AG                                                     |
| Dahlbusch AG                                                    |
| DaimlerChrysler AG                                              |
| Data Modul AG                                                   |
| DataDesign AG                                                   |
| Datapharm Netsystems AG                                         |
| Datasave AG i.L.                                                |
| DBI Dortm. Beteiligungs- und Immobilien AG                      |
| DBV-Winterthur Holding AG                                       |
| DCI Database for Commerce and Industry AG                       |
| DEAG Deutsche Entertainment AG                                  |
| DEAG Deutscher Eisenhandel AG                                   |
| Deinböck Immobilien Vermögensverw. AG                           |
| Delta Beteiligungen AG                                          |
| Demag Cranes AG                                                 |
| DESIGN Bau AG                                                   |
| design hotels AG                                                |
| Deutsche Apotheker- und Ärztebank Apo-Bank                      |
| Deutsche Ärzteversicherung AG                                   |
| Deutsche Balaton AG                                             |
| Deutsche Bank AG                                                |
| Deutsche Beamtenvorsorge Immobilienholding AG                   |
| Deutsche Beteiligungs AG                                        |
| Deutsche Börse AG                                               |
| Deutsche Effecten- u.Wechsel Beteiligungsgesellschaft AG (DEWB) |
| Deutsche EuroShop AG                                            |
| Deutsche Grundstücksauktionen AG                                |
| Deutsche Immobilien Holding AG                                  |
| Deutsche Lufthansa AG                                           |
| Deutsche Post AG                                                |
| Deutsche Postbank AG                                            |
| Deutsche Real Estate AG                                         |
| Deutsche REIT AG                                                |
| Deutsche Steinzeug Cremer & Breuer AG                           |
| Deutsche Telekom AG                                             |
| Deutsche Wohnen AG                                              |
| Deutz AG                                                        |
| DIBAG Industriebau AG                                           |
| DIC Asset AG                                                    |
| Didier-Werke AG                                                 |
| Dierig Holding AG                                               |
| Dinkelacker AG                                                  |
| DIS Deutscher Industrie Service AG                              |
| Diskus Werke Frankfurt a.M. AG                                  |
| DKM Wertpapierhandelsbank AG                                    |
| DLB Anlageservice AG                                            |
| DLO Deutsche Logistik Outsourcing AG                            |
| DocCheck AG                                                     |
| Dom-Brauerei AG                                                 |
| DONE Project AG                                                 |
| Douglas Holding AG                                              |
| Dr. Hönle UV Technology AG                                      |
| Dr. Ing. h. c. F. Porsche AG                                    |
| Dr. Scheller Cosmetics AG                                       |
| Drägerwerk AG                                                   |
| Dresdner Factoring AG                                           |
| Drillisch AG                                                    |
| DÜBAG Düsseldorfer Beteiligungs AG                              |
| Dürkopp Adler AG                                                |
| Dürr AG                                                         |
| DVB Bank AG                                                     |
| Dyckerhoff AG                                                   |

## E
| e-m-s new media AG                               |
| E.ON AG                                          |
| Easy Software AG                                 |
| Eckert & Ziegler Strahlen- und Medizintechnik AG |
| ecotel communication ag                          |
| edding AG                                        |
| edel music AG                                    |
| Effecten-Spiegel AG                              |
| Ehlebracht AG                                    |
| Eichborn AG                                      |
| Eifelhöhen-Klinik AG                             |
| Einbecker Brauhaus AG                            |
| Eisen- und Hüttenwerke AG                        |
| Elephant Seven AG                                |
| elexis AG                                        |
| ELIKRAFT Elektrische Licht- und Kraftanlagen AG  |
| ELMOS Semiconductor AG                           |
| ElringKlinger AG                                 |
| ELSA AG                                          |
| EM.TV AG                                         |
| Emprise Management Consulting AG                 |
| EnBW Energie Baden-Württemberg AG                |
| ENDOR AG                                         |
| Energiekontor AG                                 |
| ENRO AG                                          |
| EOP Biodiesel AG                                 |
| Epcos AG                                         |
| Epigenomics AG                                   |
| EquityStory AG                                   |
| Equitrust AG                                     |
| ERGO Versicherungsgruppe AG                      |
| Erlus AG                                         |
| ErSol Solar Energy AG                            |
| Erste Bayerische Basaltstein AG                  |
| Escada AG                                        |
| Essanelle AG                                     |
| eteleon e-solutions AG                           |
| Etienne Aigner AG                                |
| EUROBIKE AG                                      |
| Eurohypo AG                                      |
| Eurokai KGaA                                     |
| Euromed AG                                       |
| euromicron AG                                    |
| EUTEX European Telco Exchange AG                 |
| EUWAX AG                                         |
| Evotec AG                                        |

## F
| F. Reichelt AG                              |
| F.A. Günther & Sohn AG i.K.                 |
| F.A.M.E. Film & Music Entertainment AG i.A. |
| Fabasoft AG                                 |
| FALKENSTEIN Nebenwerte AG                   |
| farmatic biotech energy AG                  |
| feedback AG                                 |
| Fernheizwerk Neukölln AG                    |
| Fielmann AG                                 |
| Finanzhaus Rothmann AG                      |
| FJH AG                                      |
| FLUXX AG                                    |
| FORIS AG                                    |
| Forst Ebnath AG                             |
| Fortec Elektronik AG                        |
| Fraport AG                                  |
| freenet.de AG                               |
| Fresenius SE                                |
| Fresenius Medical Care AG & Co. KGaA        |
| FRIMAG Frankfurter Immobilien AG            |
| Fritz Nols Global Equity Services AG        |
| Frogster Interactive Pictures AG            |
| Frosta AG                                   |
| Fuchs Petrolub AG                           |
| Funkwerk AG                                 |

## G
| Gabriel Sedlmayr Spaten Brauereibeteiligung und Immobilien KGaA |
| GAG Immobilien AG                                               |
| GAH Anlagentechnik AG                                           |
| GAP AG für GSM Applikationen und Produkte                       |
| Garant Schuh + Mode AG                                          |
| Gasanstalt Kaiserslautern AG                                    |
| Gauss Interprise AG                                             |
| GB/AG Gesellschaft für Beteiligungen AG                         |
| GBH - Grundstücks- und Baugesellschaft AG                       |
| GBK Beteiligungen Aktiengesellschaft                            |
| GBWAG Bayerische Wohnungs-AG                                    |
| GCI Management AG                                               |
| GEA Group AG                                                    |
| Gebhard & Co. Wertpapierhandelsbank AG                          |
| Gedys Internet Products AG                                      |
| Gelsenwasser AG                                                 |
| GENEART AG                                                      |
| GeneScan Europe AG                                              |
| Geratherm Medical AG                                            |
| Gerling Allgemeine Versicherungs-AG                             |
| German Brokers                                                  |
| Germania-Epe AG                                                 |
| Gerry Weber International AG                                    |
| GESCO AG                                                        |
| Gesundheitswelt Chiemgau AG                                     |
| GfK Aktiengesellschaft                                          |
| GFN AG                                                          |
| GFT Technologies Aktiengesellschaft                             |
| Gildemeister AG                                                 |
| Girindus AG                                                     |
| GL AG                                                           |
| Gladbacher Bank AG                                              |
| GlobalWare AG                                                   |
| Gold-Zack AG                                                    |
| Gontard & MetallBank AG                                         |
| GoYellow Media AG                                               |
| GPC Biotech AG                                                  |
| Grammer AG                                                      |
| Graphit Kropfmühl AG                                            |
| Greenwich Beteiligungen AG                                      |
| Greiffenberger AG                                               |
| Grenkeleasing AG                                                |
| GROUP Technologies AG                                           |
| Gruschwitz Textilwerke AG                                       |
| GSOAG CONSULTING AG                                             |
| GTG Dienstleistungs AG                                          |
| GUB Capital AG                                                  |

## H
| H&R Wasag AG                          |
| H5B5 AG                               |
| Hach AG                               |
| Hageda AG                             |
| HAITEC AG                             |
| Hamborner AG                          |
| Hamburger Getreide-Lagerhaus AG       |
| Hanfwerke Oberachern AG               |
| Hannover Rückversicherungs-AG         |
| Hans Einhell AG                       |
| Hansa Group AG                        |
| Hasen-Immobilien AG                   |
| Haus und Heim Wohnungsbau-AG          |
| Hawesko Holding AG                    |
| HCI Capital AG                        |
| HeidelbergCement AG                   |
| Heidelberger Druckmaschinen AG        |
| Heiler Software AG                    |
| Heinkel AG                            |
| Heinrich Industrie AG                 |
| Helkon Media AG                       |
| Henkel KGaA                           |
| Herlitz AG                            |
| Herzog Telecom AG                     |
| Heyde AG                              |
| Highlight Communications AG           |
| HII Hanseatische Immobilien Invest AG |
| Hirsch AG                             |
| HIT International Trading AG          |
| Hochtief AG                           |
| HÖFT & WESSEL AG                      |
| Holcim (Deutschland) AG               |
| Hornbach Holding AG                   |
| Hornbach Baumarkt AG                  |
| Hornblower Fischer AG i.L.            |
| Horus AG                              |
| HSBC Trinkaus & Burkhardt AG          |
| http.net AG                           |
| HUCKE AG                              |
| Hugo Boss AG                          |
| Hydrotec AG                           |
| Hymer AG                              |
| hypio.com AG                          |
| Hypo Real Estate Holding AG           |
| Hyrican Informationssysteme AG        |

## I
| I-D Media AG                                                           |
| I.G. Farbenindustrie AG in Auflösung                                   |
| i:FAO AG                                                               |
| IBS AG                                                                 |
| IC Immobilien Holding AG                                               |
| IDS Scheer AG                                                          |
| IFA Hotel & Touristik AG                                               |
| ifa systems AG                                                         |
| IKB Deutsche Industriebank AG                                          |
| ILKA Aktiengesellschaft Holding für Immobilien und Effekten-Verwaltung |
| IM Internationalmedia AG                                               |
| Impera Total Return AG                                                 |
| Impreglon AG                                                           |
| IMW Immobilien AG                                                      |
| IN-motion AG                                                           |
| Independent capital Unternehmensbeteiligungen AG                       |
| Indus Holding AG                                                       |
| Infineon Technologies AG                                               |
| INFO Gesellsch. für Informationssysteme AG                             |
| Infomatec Integrated Information Systems AG                            |
| infor business solutions AG                                            |
| informica real invest AG                                               |
| Infratec AG                                                            |
| Init AG                                                                |
| InnoTec TSS AG                                                         |
| Innstadt-Brauerei AG                                                   |
| Integralis AG                                                          |
| Interhyp AG                                                            |
| Internolix AG                                                          |
| Interseroh AG                                                          |
| Intershop Communications AG                                            |
| Intertainment AG                                                       |
| InTiCom Systems AG                                                     |
| IPC Archtec AG                                                         |
| Ision Internet AG                                                      |
| Isra Vision Systems AG                                                 |
| itelligence AG                                                         |
| ItN Nanovation AG                                                      |
| IVG Immobilien AG                                                      |
| IVU Traffic Technologies AG                                            |
| IWKA AG                                                                |
| IXOS Software AG                                                       |

## J
| Jack White Productions AG           |
| JADO AG                             |
| Jagenberg AG                        |
| Jenoptik AG                         |
| Jerini AG                           |
| Jeserich AG                         |
| Jetter AG                           |
| Jil Sander AG                       |
| Jodquellen AG                       |
| Joh. Friedrich Behrens AG           |
| Jost AG                             |
| Jungheinrich AG                     |
| Jupiter Technologie GmbH & Co. KGaA |

## K
| K & M Möbel AG                                 |
| K+S AG                                         |
| Kabel New Media AG                             |
| Kali - Chemie AG                               |
| Kammgarnspinnerei zu Leipzig                   |
| Kampa AG                                       |
| KAP Beteiligungs AG                            |
| KarstadtQuelle AG                              |
| Kässbohrer Geländefahrzeug AG                  |
| Kaufring AG                                    |
| KBC Bank Deutschland AG                        |
| Kenvelo AG                                     |
| Keramag Keramische Werke AG                    |
| KIMON Beteiligungen AG                         |
| Kinowelt Medien AG                             |
| Klassik Radio AG                               |
| klickTel AG                                    |
| Kling Jelko Wertpapierhandelsbank AG           |
| Klöckner & Co AG                               |
| Klöckner-Werke AG                              |
| Klosterbrauerei Königsbronn AG                 |
| Knorr Capital Partner AG                       |
| Knürr AG                                       |
| Koenig & Bauer AG                              |
| Kögel Fahrzeugwerke AG                         |
| Köhler & Krenzer Fashion AG                    |
| Kolbenschmidt Pierburg AG                      |
| Köln-Düsseldorfer Rheinschiffahrt AG           |
| Kölner Bürgergesellschaft AG                   |
| Kölnische Rückversicherungs-Gesellschaft AG    |
| Kölnische Verwaltungs-AG f. Versicherungswerte |
| Konrad Hornschuch AG                           |
| Konsortium AG                                  |
| Kontron AG                                     |
| Kötitzer Ledertuch-und Wachstuch-Werke AG      |
| Krefelder Hotel AG                             |
| KREMLIN AG                                     |
| KROMI Logistik AG                              |
| Krones AG                                      |
| KSB AG                                         |
| KST Beteiligungs AG                            |
| Kühlhaus Zentrum Aktiengesellschaft            |
| Kulmbacher Brauerei AG                         |
| Kunert AG                                      |
| Kur- und Verkehrsbetriebe AG                   |
| KWG Kommunale Wohnen AG                        |
| KWS Saat AG                                    |

## L
| Lagerland AG                                             |
| Landshuter Brauhaus Privatbrauerei Koller-Fleischmann AG |
| Landshuter Kunstmühle C. A. Meyer`s Nachfolger AG        |
| LANTEC Aktiengesellschaft Kommunikationssysteme          |
| Lanxess AG                                               |
| Leasing.99 AG                                            |
| Lechwerke AG                                             |
| Leica Camera AG                                          |
| Leifheit AG                                              |
| Leonardo Venture GmbH & Co. KGaA                         |
| Leoni AG                                                 |
| LEWAG Holding AG                                         |
| LHA Krause AG                                            |
| Libro AG                                                 |
| Linde AG                                                 |
| Lindner Holding KGaA                                     |
| LinoDiagnostics AG                                       |
| Linos AG                                                 |
| Lintec Information Technologies AG                       |
| LION Bioscience AG                                       |
| Lipro Holding AG                                         |
| Lloyd Fonds AG                                           |
| Lobster Network Storage AG                               |
| Loewe AG                                                 |
| LPKF Laser & Electronics AG                              |
| LS telcom AG                                             |
| Ludwig Beck am Rathauseck Textilhaus Feldmeier AG        |

## M
| m+s Elektronik AG                             |
| M-Tech Technologie und Beteiligungs AG        |
| M.A.X. Automation AG                          |
| MAGIX AG                                      |
| Maier+Partner AG                              |
| Maihak AG                                     |
| Mainova AG                                    |
| MAN AG                                        |
| Management Data Media Systems AG              |
| Mania Technologie AG                          |
| Mannheimer AG Holding                         |
| Marbert Holding AG                            |
| Markt und Kühlhallen AG                       |
| Marseille-Kliniken AG                         |
| Maschinenfabrik Berthold Hermle AG            |
| Maschinenfabrik Esterer AG                    |
| Masterflex AG                                 |
| MATERNUS-Kliniken AG                          |
| Matthias Hohner AG                            |
| Mauser Waldeck AG                             |
| Maxdata AG                                    |
| mb Software AG                                |
| MCS Modulare Computer und Software Systeme AG |
| MDB AG                                        |
| media netcom AG                               |
| MEDIA! AG                                     |
| mediantis AG                                  |
| Medical Columbus AG                           |
| MediClin AG                                   |
| Medigene AG                                   |
| Medion AG                                     |
| MEDISANA AG                                   |
| Mensch u. Maschine Software AG                |
| MERCATURA Cosmetics BioTech AG                |
| Merck KGaA                                    |
| Merkur Bank KGaA                              |
| Metabox AG                                    |
| Metro AG                                      |
| MFC Industrial Holdings AG                    |
| MicroLog Logistics AG                         |
| Micrologica AG i.L.                           |
| MIFA Mitteldeutsche Fahrradwerke AG           |
| MIM Mondo Igel Media AG                       |
| Mineralbrunnen Überkingen-Teinach AG          |
| MLP AG                                        |
| MME MOVIEMENT AG                              |
| Möbel Walther AG                              |
| Mobilcom AG                                   |
| Moenus Textilmaschinen AG                     |
| Mologen AG                                    |
| MorphoSys AG                                  |
| Mosaic Software AG                            |
| Mount10 Holding AG                            |
| MPC Capital AG                                |
| MTU Aero Engines Holding AG                   |
| Mühl Product & Service AG                     |
| Mühlbauer Holding AG & Co. KGaA               |
| Müller - Die lila Logistik AG                 |
| Müller Weingarten AG                          |
| Münchener Rückversicherungs-Gesellschaft AG   |
| Münchener Tierpark Hellabrunn AG              |
| MVV Energie AG                                |
| MWB Wertpapierhandelshaus AG                  |
| MWG-Biotech AG                                |
| MySPARTA AG                                   |

## N
| N2 Nanotech AG                                |
| NanoFocus AG                                  |
| Nanostart AG                                  |
| National-Bank AG                              |
| NCO Energie AG                                |
| Nebelhornbahn AG                              |
| Nemetschek AG                                 |
| Neosino Nanotechnologies AG                   |
| Neschen AG                                    |
| Net AG infrastructure, software and solutions |
| net mobile AG                                 |
| Netlife AG                                    |
| Neue Sentimental Film AG                      |
| Neuhof Textil-Holding AG                      |
| New-York Hamburger Gummi-Waaren Compagnie AG  |
| Nexus AG                                      |
| NorCom Information Technology AG              |
| Norddeutsche Affinerie AG                     |
| Norddeutsche Steingutfabrik AG                |
| NORDENIA International AG                     |
| Nordex AG                                     |
| Nordwest Handel AG                            |
| november AG                                   |
| Nucletron Electronic AG                       |
| Nürnberger Beteiligungs-AG                    |
| Nymphenburg Immobilien AG                     |

## O
| OAR Consulting AG            |
| Oceanica AG                  |
| Odeon Film AG                |
| Oelmühle Hamburg AG          |
| OFL - Anlagenleasing AG      |
| OHB Technology AG            |
| Oldenburgische Landesbank AG |
| OnVista AG                   |
| Oppermann Versand AG         |
| Orbis AG                     |
| Otto Stumpf AG               |
| OVB Holding AG               |

## P
| P & I Personal & Informatik AG               |
| P-D Interglas Technologies AG                |
| PA Power Automation AG                       |
| Paion AG                                     |
| Pandatel AG                                  |
| paragon AG                                   |
| Park & Bellheimer AG                         |
| Parsytec AG                                  |
| Patrizia Immobilien AG                       |
| Paul Hartmann AG                             |
| Payom AG                                     |
| PC-Ware Information Technologies AG          |
| PEH Wertpapier AG                            |
| Pelikan Holding AG                           |
| Pfeiffer Vacuum Technology AG                |
| Pfleiderer AG                                |
| pgam advanced technologies AG                |
| Phenomedia AG                                |
| Philipp Holzmann AG                          |
| Philips Kommunikations Industrie AG          |
| Phoenix AG                                   |
| Phönix SonnenStrom AG                        |
| Pilkington Deutschland AG                    |
| PINGUIN Haustechnik AG                       |
| Piper Generalvertretung Deutschland AG       |
| Pironet NDH AG                               |
| Pixelnet AG                                  |
| Pixelpark AG                                 |
| Plambeck Neue Energien AG                    |
| Plan Optik AG                                |
| Plasmaselect AG                              |
| Plaut AG                                     |
| plenum AG                                    |
| plettac AG                                   |
| Pommersche Provinzial-Zuckersiederei AG      |
| Ponaxis AG                                   |
| Pongs & Zahn Aktiengesellschaft              |
| PopNet Internet AG                           |
| Porta Systems AG                             |
| Porzellan Waldassen AG i.A.                  |
| Praktiker Bau- und Heimwerkermärkte AG       |
| Premiere AG                                  |
| Primacom AG                                  |
| PRIMAG AG                                    |
| primion Technology AG                        |
| PRO DV Software AG                           |
| Procon Multimedia AG                         |
| Prodacta AG                                  |
| Progeo Holding AG                            |
| ProSiebenSat.1 Media AG                      |
| Prout AG                                     |
| Proximitas AG                                |
| PSB AG für Programmierung und Systemberatung |
| PSI AG                                       |
| PULSION Medical Systems AG                   |
| Puma AG                                      |
| PVA TePla AG                                 |
| PWO - Progress-Werk Oberkirch AG             |

## Q
| Q-Cells SE             |
| Q-Soft AG              |
| QSC AG                 |
| QUESTos Computer       |
| QUINTOS Real Estate AG |

## R
| R. Stahl AG                         |
| Rathgeber AG                        |
| Rational AG                         |
| Ravensberger Bau-Beteiligungen AG   |
| RCM Beteiligungs AG                 |
| Real AG                             |
| Real2 Immobilien AG                 |
| Realtech AG                         |
| Realtime Technology AG              |
| Realtos AG                          |
| Reederei Herbert Ekkenga AG         |
| Refugium Holding AG                 |
| Regenbogen AG                       |
| Regensburger Vermögensverwaltung AG |
| Reinecke + Pohl Sun Energy AG       |
| Renk AG                             |
| REpower Systems AG                  |
| Rheiner Moden AG                    |
| Rheinland Holding AG                |
| Rheinmetall AG                      |
| Rhön-Klinikum AG                    |
| ricardo.de AG                       |
| RINOL Aktiengesellschaft            |
| Robert Cordier AG                   |
| Röder Zeltsysteme und Service AG    |
| Rohwedder AG                        |
| Rösch AG Medizintechnik             |
| Rosenthal AG                        |
| Roth & Rau AG                       |
| RSE Grundbesitz u. Beteiligungs-AG  |
| RTV Family Entertainment AG         |
| Rücker AG                           |
| Rücker Immobilien AG                |
| RWE AG                              |

## S
| S.A.G. Solarstrom AG                           |
| Sachsenmilch AG                                |
| Sachsenring Automobiltechnik AG                |
| SALTUS Technology AG                           |
| Salzgitter AG                                  |
| Sanacorp Pharmahandel AG                       |
| SanguiBiotech AG                               |
| Sanochemia Pharmazeutica AG                    |
| SAP AG                                         |
| SAP Systems Integration AG                     |
| Sartorius AG                                   |
| Sattler & Partner AG                           |
| SCA Hygiene Products AG                        |
| Schaltbau Holding AG                           |
| Schering AG                                    |
| Schlossgartenbau-AG                            |
| schlott gruppe Aktiengesellschaft              |
| Schmack Biogas AG                              |
| Schneider Technologies AG                      |
| Schön & Cie. AG                                |
| Schuler AG                                     |
| Schulte Schlagbaum AG                          |
| Schumag AG                                     |
| Schwabenverlag AG                              |
| Schwälbchen Molkerei Jakob Berz AG             |
| Schwarz Pharma AG                              |
| Schweizer Electronic AG                        |
| SCI AG                                         |
| secunet Security Networks AG                   |
| Sedlbauer AG                                   |
| Sektkellerei J. Oppmann AG                     |
| Sektkellerei Schloss Wachenheim AG             |
| SENATOR Entertainment AG                       |
| SER Systems AG                                 |
| Sero Entsorgungs AG                            |
| SFC Smart Fuel Cell AG                         |
| SG Holding AG                                  |
| SGL Carbon AG                                  |
| Shareholder Value Beteiligungen AG             |
| SHB Stuttgarter Finanz- und Beteiligungs AG    |
| SHS VIVEON AG                                  |
| SIBRA Beteiligungs AG                          |
| Siemens AG                                     |
| Silicon Sensor International AG                |
| Simona AG                                      |
| SINGULUS TECHNOLOGIES AG                       |
| Sinner AG                                      |
| SinnerSchrader AG                              |
| SinnLeffers AG                                 |
| sino AG                                        |
| Sixt AG                                        |
| Sloman Neptun Schiffahrts-AG                   |
| SM Wirtschaftsberatungs AG                     |
| SNP Schneider-Neureither & Partner AG          |
| Softing AG                                     |
| Softline AG                                    |
| SoftM Software und Beratung Aktiengesellschaft |
| Softmatic AG i. Ins.                           |
| Softship AG                                    |
| Software AG                                    |
| Solar Millennium AG                            |
| Solar-Fabrik AG                                |
| Solar2 AG                                      |
| Solarparc AG                                   |
| SOLARPRAXIS AG                                 |
| SolarWorld AG                                  |
| Solon SE                                       |
| Sparta AG                                      |
| Splendid Medien AG                             |
| Sportwetten.de AG                              |
| Spütz AG, seit 10/2006 MISTRAL Media AG        |
| SQS Software Quality Systems AG                |
| St. Petersburg Immobilien und Beteiligungs AG  |
| Staatl. Mineralbrunnen AG                      |
| Stada Arzneimittel AG                          |
| STEAG HamaTech AG                              |
| Stella Entertainment AG                        |
| stilwerk AG                                    |
| STO AG                                         |
| Stodiek Europa Immobilien AG                   |
| Stöhr & Co. AG                                 |
| Stolberger Telecom AG                          |
| STRATEC Biomedical Systems AG                  |
| Stratega-Ost Beteiligungen AG                  |
| Studio Babelsberg AG                           |
| Süd-Chemie AG                                  |
| Südwestdeutsche Salzwerke AG                   |
| Südzucker AG                                   |
| Sunburst Merchandising AG                      |
| Sunline AG                                     |
| sunways AG                                     |
| Surteco AG                                     |
| Süss MicroTec AG                               |
| SWING! Entertainment Media AG                  |
| Symrise AG                                     |
| SYNAXON AG                                     |
| Syskoplan AG                                   |
| Syzygy AG                                      |
| SZ Testsysteme AG                              |

## T
| T.N.G. Capital Invest AG                           |
| TA Triumph-Adler AG                                |
| TAG Tegernseebahn Immobilien- und Beteiligungs- AG |
| TAKKT AG                                           |
| TC Unterhaltungselektronik AG                      |
| TDS Informationstechnologie AG                     |
| teamwork information management AG                 |
| techem AG                                          |
| technotrans AG                                     |
| TECON Technologies AG                              |
| Telegate AG                                        |
| TELES AG                                           |
| TelesensKSCL AG                                    |
| TERREX Handels AG                                  |
| Teutoburger Wald-Eisenbahn-AG                      |
| Teutonia Zementwerk AG                             |
| Textilgruppe Hof AG                                |
| TFG Capital AG                                     |
| Themis Equity Partners GmbH & Co. KGaA             |
| Thiel Logistik AG                                  |
| Thielert AG                                        |
| ThyssenKrupp AG                                    |
| TIAG TABBERT-Industrie AG                          |
| Tipp24 AG                                          |
| TIPTEL AG                                          |
| Tiscon Infosysteme AG                              |
| Tomorrow Focus AG                                  |
| Trace Biotech AG i.L.                              |
| Trade & Value AG                                   |
| trading-house.net AG                               |
| transtec AG                                        |
| Travel24.com AG                                    |
| TRIA IT-solutions AG                               |
| Triplan AG                                         |
| Triumph International AG                           |
| TRIUS AG i. L.                                     |
| TTL Information Technology AG                      |
| TUI AG                                             |
| Turbon AG                                          |
| TV-Loonland AG                                     |

## U
| U.C.A. Aktiengesellschaft                   |
| UBAG Unternehmer Beteiligungen AG           |
| Ultra Clean AG                              |
| UMS United Medical Systems International AG |
| Umweltbank AG                               |
| Umweltkontor Renewable Energy               |
| Unilog Integrata Training AG                |
| UNIPROF Real Estate Holding AG              |
| unit energy europe AG                       |
| United Internet AG                          |
| United Labels AG                            |
| Unylon AG                                   |
| üstra Hannoversche Verkehrsbetriebe AG      |
| USU Software AG                             |
| Utimaco Safeware AG                         |
| Uzin Utz AG                                 |

## V
| Valarte Group AG                                |
| Valora Effekten Handel AG                       |
| Value Management & Research AG                  |
| Value-Holdings AG                               |
| VAP-Vorboersliche-Aktienplattform.de AG         |
| VARTA AG                                        |
| Vattenfall Europe AG                            |
| VBH Holding AG                                  |
| VCI Venture Cap. u. Immo. AG                    |
| VCL Film + Medien AG                            |
| VDN Vereinigte Deutsche Nickel-Werke AG         |
| VEM Aktienbank AG                               |
| Ventegis Capital AG                             |
| Vereinigte Filzfabriken AG                      |
| Vereinigte Schmirgel- und Maschinen-Fabriken AG |
| Veritas Aktiengesellschaft                      |
| versiko Finanzdienstleistungs AG                |
| VGT Industrie AG                                |
| VIB Vermögen AG                                 |
| Villeroy & Boch Keramische Werke AG             |
| Viscom AG                                       |
| Vivacon AG                                      |
| Vivanco Gruppe AG                               |
| VK Mühlen AG                                    |
| VOGT electronic AG                              |
| Volkswagen AG                                   |
| Vossloh AG                                      |

## W
| W. Jacobsen AG                            |
| W.E.T. Automotive Systems AG              |
| W.O.M. World of Medicine AG               |
| Wacker Chemie AG                          |
| Wallstreet:Online AG                      |
| wallstreet:online capital AG              |
| Walter Bau AG                             |
| Wanderer-Werke AG                         |
| Wapme Systems AG                          |
| Wasgau Produktions & Handels AG           |
| WashTec AG                                |
| WaveLight AG                              |
| Wayss & Freytag AG                        |
| WCM Beteiligungs- und Grundbesitz-AG      |
| Webac Holding AG                          |
| Weber & Ott AG                            |
| Wella AG                                  |
| WERU AG                                   |
| Westag & Getalit AG                       |
| Westgrund AG                              |
| WIGE MEDIA AG                             |
| Wilex AG                                  |
| Wincor Nixdorf International AG           |
| Windhoff AG                               |
| Windsor AG                                |
| Winkler + Dünnebier AG                    |
| Winter AG                                 |
| Wire Card AG                              |
| WKM Terrain- und Beteiligung AG           |
| WMF Württembergische Metallwarenfabrik AG |
| Wünsche AG                                |
| Württembergische Hypothekenbank AG        |
| Württembergische Lebensversicherung AG    |
| Württembergische Leinenindustrie AG       |
| Würzburger Hofbräu AG                     |
| Wüstenrot & Württembergische AG           |
| WWL Internet AG                           |

## X
| Xerius BioScience AG |

## Y
| YMOS AG |

## Z
| Zapf Creation AG                             |
| ZEAG Energie AG                              |
| ZertifikateJournal AG                        |
| Zoologischer Garten Berlin AG                |
| Zucker & Co. Immobilien und Beteiligungen AG |